# Juraj Piroska
Juraj Piroska (* 27. února 1987 v Bratislavě) je slovenský fotbalový útočník. Je také bývalým reprezentantem Slovenska (v roce 2011 nastoupil ve 3 zápasech slovenského národního týmu a jednou skóroval). Mimo Slovensko působil na klubové úrovni v Německu, Česku a Kazachstánu.

## Klubová kariéra
Svoji fotbalovou kariéru začal ve Slovanu Bratislava, odkud v průběhu mládeže přestoupil do německého SC Freiburg.

### FK AS Trenčín
V roce 2005 se vrátil na Slovensko a podepsal smlouvu s FK AS Trenčín. Za mužstvo nastoupil během celého svého působení dohromady ke 3 utkáním, ve kterých se gólově neprosadil.

### FC Petržalka 1898
V zimním přestupovém období sezony 2005/06 zamířil do bratislavské Petržalky, kam přestoupil. Během dvou úspěšných let odehrál 42 utkání a vstřelil 6 gólů. S mužstvem si zahrál předkola Ligy mistrů UEFA.

### ŠK SFM Senec (hostování)
Před ročníkem 2006/2007 odešel na hostování do mužstva ŠK SFM Senec. V týmu strávil rok.

### AC Sparta Praha
V únoru 2009 se dohodl na kontraktu s českou Spartou Praha, kde podepsal smlouvu na tři roky. V českém klubu se neprosadil, odehrál jen jediný ligový zápas a účinkoval v českém fotbalovém poháru.

### FK Senica
Před sezonou 2009/10 odešel na rok hostovat do FK Senica, kde podával skvělé výkony. Ve slovenské nejvyšší soutěži za Senici debutoval v ligovém utkání 3. kola 26. července 2009 pod trenérem Ladislavem Hudcem proti MŠK Žilina (prohra Senice 0:3), odehrál celé utkání. První gól vstřelil za mužstvo v zápase 9. kola (12. 9. 2009) proti MFK Ružomberok (výhra Senice 1:0).
V létě 2010 do týmu přestoupil a domluvil se s vedením slovenského klubu na dvouletém kontraktu s následnou roční opcí na prodloužení spolupráce.
Klubové statistiky
| Sezona  | Klub              | Země      | Soutěž      | Zápasy | Góly |
| ------- | ----------------- | --------- | ----------- | ------ | ---- |
| 2009/10 | FK Senica (host.) | Slovensko | Corgoň liga | 27     | 6    |
| 2010/11 | FK Senica         | Slovensko | Corgoň liga | 30     | 7    |
| 2011/12 | FK Senica         | Slovensko | Corgoň liga | 16     | 4    |

### ŠK Slovan Bratislava (návrat)
V únoru 2012 hráče vykoupil Slovan Bratislava, kam se fotbalista vrátil po devíti letech. S týmem podepsal čtyřletou smlouvu. Za mužstvo odehrál pouze 12 zápasů, ve kterých jednou rozvlnil síť.

### FK Senica (návrat)
V průběhu podzimní části ročníku 2012/13 odešel hostovat zpět do Senice, které svými góly a přihrávkami pomohl zvednout se ze dna ligové tabulky, kde se tým před Piroskovým příchodem nacházel.
V prosinci 2013 se vrátil do Slovanu, odkud odešel zpět na Záhorí, kde nejdříve prodloužil hostování a posléze Senica hráče z mužstva „belasých“ vykoupila a podepsala s ním kontrakt na tři a půl roku do 30. 6. 2016. Od jara 2014 byl v mužstvu kapitánem. V sezoně 2013/14 nastřílel v lize celkem 13 branek a stal se druhým nejlepším střelcem Corgoň ligy, za vítězným Tomášem Malcem z Trenčína zaostal o jedinou trefu. 9. 11. 2014 v 17. kole nejvyšší soutěže vsítil gól na 1:0 a porazil se svým mužstvem po více než čtyřech letech v lize Slovan Bratislava. 25. února 2015 vyhrál za podzim 2014 anketu o nejlepšího sportovce města roku 2014 v kategorii dospělých.
Klubové statistiky
| Sezona  | Klub      | Země      | Soutěž       | Zápasy | Góly |
| ------- | --------- | --------- | ------------ | ------ | ---- |
| 2012/13 | FK Senica | Slovensko | Corgoň liga  | 21     | 6    |
| 2013/14 | FK Senica | Slovensko | Corgoň liga  | 26     | 13   |
| 2014/15 | FK Senica | Slovensko | Fortuna liga | 19     | 6    |

### FC Kaysar Kyzylorda
V únoru 2015 se jeho jméno spojovalo s přestupem do FC Spartak Trnava, nakonec ale odešel do Kazachstánu do klubu FC Kaysar Kyzylorda. Podepsal zde roční smlouvu, avšak v červnu 2015 se dohodl na výpovědi. Celkem za klub gól v 5 zápasech nevsítil.

### TJ Spartak Myjava
V červnu 2015 hráč trénoval se Senicou. Zájem měl i trnavský Spartak. Nakonec hráč podepsal tříletý kontrakt v klubu TJ Spartak Myjava. Zde skončil po vzájemné dohodě v lednu 2016.

### MFK Skalica
V témže měsíci (lednu 2016) se dohodl na angažmá v MFK Skalica. Působil zde do konce sezóny 2015/16 Fortuna ligy, klub sestoupil do slovenské druhé ligy a Piroska odešel.

### FC Petržalka Akadémia
V létě 2016 se rozhodl pomoci klubu FC Petržalka Akadémia (vzkříšený tým, dříve známý jako FC Petržalka 1898, kde dříve působil) ze 4. slovenské ligy.

## Reprezentační kariéra
V A-týmu Slovenska debutoval 26. 3. 2011 v kvalifikačním zápase v Andorra la Vella proti domácímu týmu Andorry (výhra 1:0).
V kvalifikaci na EURO 2012 vstřelil v základní skupině B svůj první gól za A-mužstvo Slovenska (11. října 2011 proti Makedonii, remíza 1:1), Slovensko se umístilo s 15 body na konečné čtvrté příčce tabulky a na evropský šampionát nepostoupilo.

### Reprezentační góly
Góly Juraje Pirosky v A-mužstvu Slovenska
| Gól | Datum        | Stadion                                      | Soupeř    | Skóre (min.) | Výsledek | Soutěž                   |
| --- | ------------ | -------------------------------------------- | --------- | ------------ | -------- | ------------------------ |
| 010 | 11. 10. 2011 | Arena Filip II Makedonski, Skopje, Makedonie | Makedonie | 00:1 0(54.)  | 1:1      | kvalifikace na EURO 2012 |